# Sool (Somalia)
Sool (arab. عدل) – jeden z osiemnastu regionów administracyjnych w Somaliland, którego siedzibą jest miasto Laas Caanood.  Region ten znajduje się w północno-zachodniej części kraju, na terenie nieuznawanego przez społeczność międzynarodową Somalilandu.

## Podstawowe informacje
Region Sool znajduje się w północno-zachodniej części Somalii, na terenie nieuznawanego przez społeczność międzynarodową Somalilandu. Od strony południowej graniczy z Etiopią, od strony zachodniej z regionem Togdheer, od północnej z regionem Sanaag, a wschodniej zaś z regionami Bari i Nugaal. 

## Dystrykty
Region Sool podzielony jest na cztery dystrykty:
- Laas Caanood
- Caynabo
- Xudun
- Taleex